# Studia nad rozwojem
Studia nad rozwojem to multidyscyplinarny kierunek studiów łączący elementy ekonomii, politologii i stosunków międzynarodowych. Najważniejszą cechą kierunku są badania i analizy zjawisk społecznych, ekonomicznych i politycznych w celu naukowego zdefiniowania czym jest rozwój. Istotnym aspektem studiów nad rozwojem jest troska o kraje rozwijające się (tzw. Trzeci Świat), chociaż procesy społeczno-ekonomiczne w krajach rozwiniętych są również często brane pod uwagę.